# Obolon, Semenivka
Obolon (în ucraineană Оболонь) este localitatea de reședință a comunei Obolon din raionul Semenivka, regiunea Poltava, Ucraina. În secolul al XIX-lea, satul făcea parte din volostul Obolon, uezdul Horol.

## Demografie
Componența lingvistică a localității Obolon
     Ucraineană (98,26%)
     Rusă (1,42%)
     Alte limbi (0,19%)
Conform recensământului din 2001, majoritatea populației localității Obolon era vorbitoare de ucraineană (98,26%), existând în minoritate și vorbitori de rusă (1,42%).